# 이천시립박물관
이천시립박물관은 경기도 이천시에 있는 박물관이다.

## 연혁
- 1997년 4월 이천농업박물관 건립계획(안) 수립[1]
- 2000년 11월 이천향토민속박물관으로 명칭 변경[1]
- 2001년 12월 24일 준공[1]
- 2002년 5월 24일 이천시립박물관으로 개관[1]
- 2013년 6월 28일 리모델링 재개관[1]

## 시설 현황

### 소장유물
| 구분(류) | 고고유물 | 역사유물 | 민속유물 | 서화유물 | 공예품 | 산업유물 | 총계  |
| -------- | -------- | -------- | -------- | -------- | ------ | -------- | ----- |
| 수량(점) | 601      | 5        | 304      | 20       | 247    | 25       | 1,202 |

## 관람 안내
지상 1층에 지어진 전시실들은 전시별로 에필로그, 역사문화실, 도자문화실, 기획전시실로 구성되어있다. 에필로그 전시실은 이천의 자연환경, 지명유래와 고지도가 전시되어 있으며, 역사문화실은 구석기에서부터 조선시대 고고유물과 문헌역사자료가 전시되어 있다. 도자문화실은 청자, 분청, 백자와 이천의 도자문화사를 전시하고 있으며, 기획전시실에는 전시기획에 따른 가변적 전시를 하고 있다.

## 같이 보기
- 설봉공원